# Sandaloeca
Enscepastra là một chi bướm đêm thuộc họ Coleophoridae.